# Schnellzuglokomotive 01 220

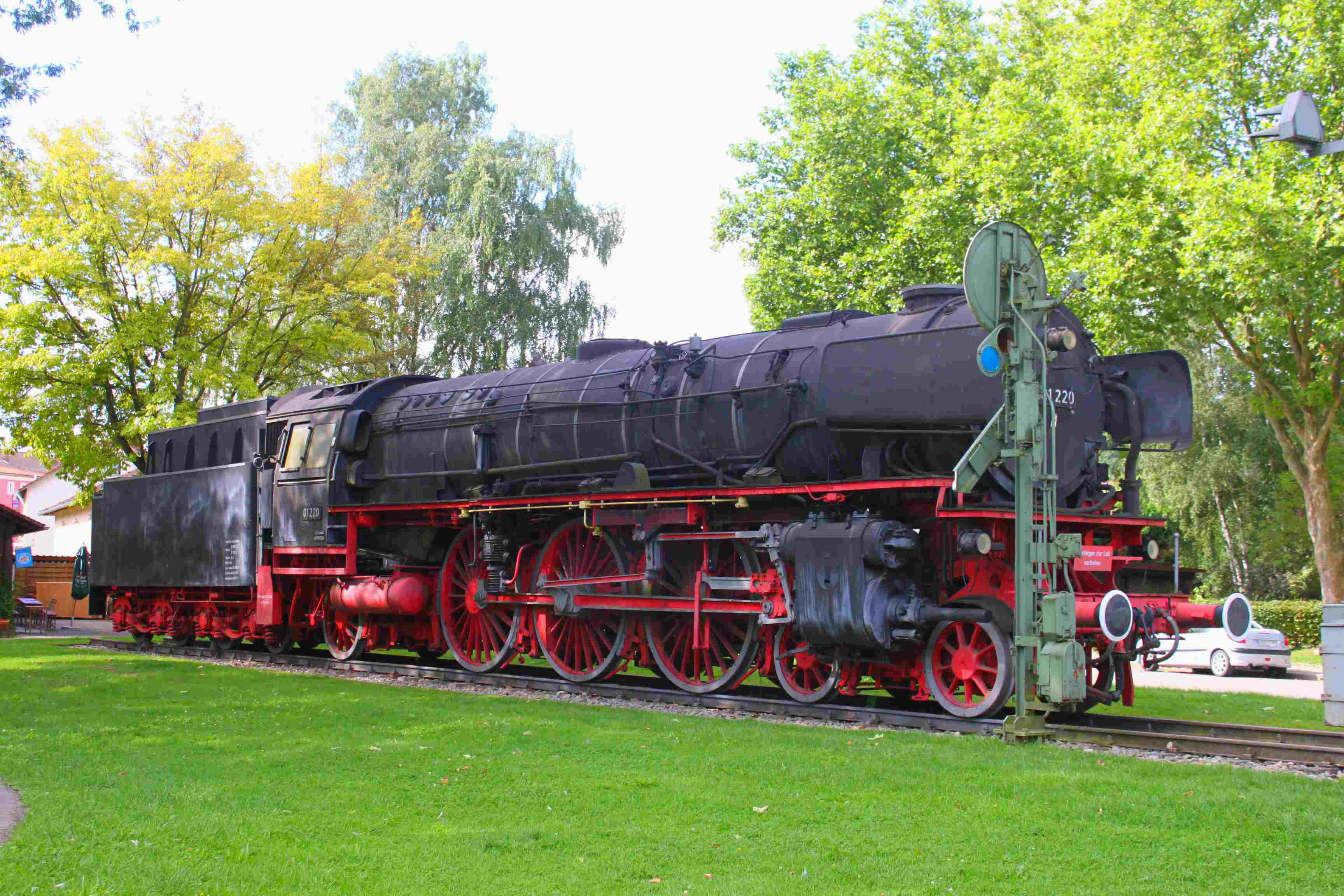
Die Schnellzuglokomotive 01 220 als Denkmal in Treuchtlingen

Die Schnellzuglokomotive 01 220 ist eine Dampflokomotive, die in Treuchtlingen im mittelfränkischen Landkreis Weißenburg-Gunzenhausen als  technisches Denkmal aufgestellt ist. Die Lokomotive ist unter der Denkmalnummer D-5-77-173-47 als Baudenkmal in die Bayerische Denkmalliste eingetragen.

## Geschichte

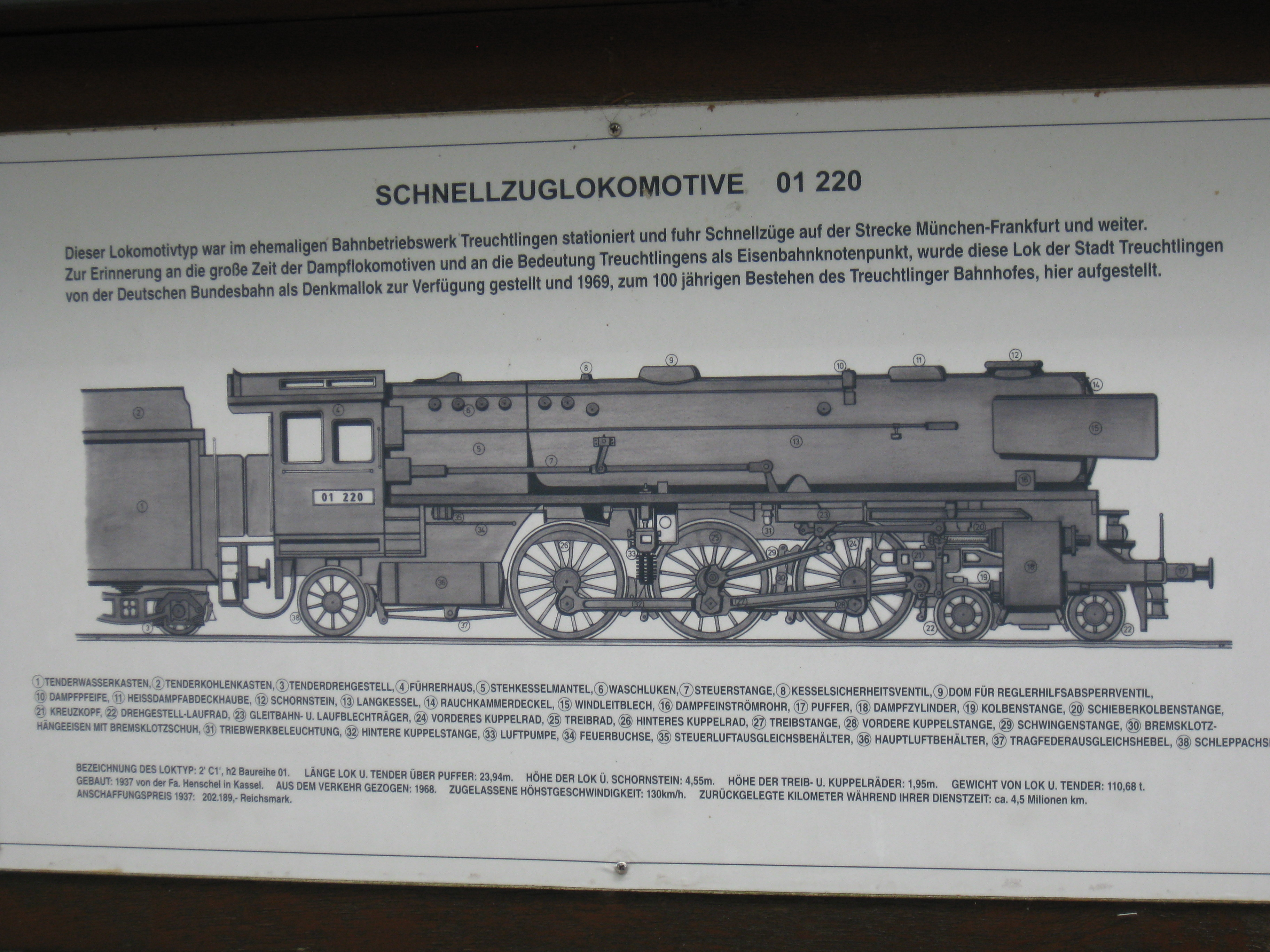
Am Denkmal angebrachte Informationstafel

Das Fahrzeug gehört zu der Baureihe 01 der Deutschen Reichsbahn und wurde 1937 vom Lokomotivenhersteller Henschel & Sohn unter der Fabriknummer 23468 erbaut. Die Abnahme war am 5. Juni 1937. 1957 erhielt die Lokomotive einen Neubaukessel und Witte-Windleitbleche. 1968 wurde sie aus dem aktiven Bestand ausgesondert. Sie hatte eine Laufleistung von rund 4,5 Millionen Kilometern.
Anlässlich des hundertjährigen Bestehens des Bahnhofs Treuchtlingen 1969 wurde die Lokomotive der Stadt Treuchtlingen von der Deutschen Bundesbahn leihweise zur Verfügung gestellt. Lokomotiven dieser Baureihe waren in dem Betriebswerk Treuchtlingen stationiert und verkehrten überwiegend auf der Strecke zwischen München und Frankfurt am Main.
Im Bahnbetriebswerk Treuchtlingen wurde die 01 220 noch einmal überholt und am 17. Juli 1969 als Denkmal in einem Park nahe der Altmühltherme auf Höhe der Altmühlstraße 8 aufgestellt. 1989 wurde sie noch einmal grundlegend renoviert, wofür 50.000 DM aufgewendet wurden.